# Zeisigbach
Der Zeisigbach, auch Zeißigbach bzw. Zeisiggrundbach ist ein rechter Zufluss zum Schloitzbach in Tharandt, Sachsen. 

## Verlauf
Der Zeisigbach entspringt südlich der Waldhäuser in der Gemarkung Tharandt im nordöstlichen Teil des Tharandter Waldes. Im Oberlauf fließt der Bach mit nordöstlicher Richtung in einer leichten Senke östlich an den Waldhäusern vorbei. Danach  bildet der Zeisigbach südlich des Folgengutes ein Kerbtal und nimmt rechtsseitig den A-Bach auf. Sein Unterlauf durch den Zeisiggrund führt mit nördlicher Richtung am westlichen Fuß des Kienberges (352 m) vorbei. Westlich des Zeisiggrundes befindet sich der Forstbotanische Garten Tharandt. Zwischen der Bastei und dem Eichhübel (320 m) nimmt der Bach wieder nordöstliche Richtung. In Tharandt ist der Bach zum Teil verrohrt. Nach 2,6 km mündet der Zeisigbach in Tharandt gegenüber der Weißiger Höhe am Schulberg in den Schloitzbach.

## Zuflüsse
- A-Bach (r)